# Together at Home
Together at Home (también conocido como One World: Together at Home) fue una serie de conciertos virtuales organizados por Global Citizen y la cantante estadounidense Lady Gaga, en apoyo a la Organización Mundial de Salud. El especial está destinado a promover el distanciamiento social físico durante la pandemia de COVID-19.
El 18 de abril de 2020, un pre-show de seis horas se transmitió en línea inmediatamente antes de la transmisión mundial de televisión. La parte en línea del evento fue presentada a través de YouTube por la actriz y presentadora Jameela Jamil (primera hora), el actor Matthew McConaughey (segunda hora), la actriz Danai Gurira (tercera hora), la cantante Becky G (cuarta hora), la actriz Laverne Cox (quinta hora) y el actor Don Cheadle (sexta hora). Presentó varias apariciones de celebridades.

## Participantes de la serie de conciertos
- Alex Gaskarth[7]
- Alissa White-Gluz[8]
- Amy Lee[9]
- Amy Shark[10]
- Anne-Marie[11]
- Anthony Hamilton[12]
- Camila Cabello[13]
- Carla Morrison[14]
- Caroline Hjelt[15]
- Celeste[13]
- Charlie Puth[16]
- Chris Martin[13]
- Common[17]
- Dermot Kennedy[18]
- Elize Ryd[19]
- G Flip[20]
- Gloria Gaynor[21]
- Guy Sebastian[20]
- Ha*Ash[18]
- H.E.R.[22]
- Jack Johnson[23]
- James Bay[5]
- Jason Mraz[24]
- John Legend[25][26]
- Jon Batiste[27]
- Joshua Bassett[28]
- Julianne Hough[29]
- Juanes[9]
- Koffee[30]
- Lindsey Stirling[9]
- Meghan Trainor[31]
- Niall Horan[29]
- Noah Cyrus[32]
- Nomfusi[33]
- OneRepublic[29]
- Rod y Ruby Stewart[34]
- Rufus Wainwright[35]
- Simone Simons[36]
- Steve Aoki[13]
- Tarja Turunen[37]
- Vance Joy[20]
- Wesley Schultz[38]
- Within Temptation[39]
- Years & Years[10]
- Ziggy Marley[40]

## Especial de televisión
El especial de televisión, titulado One World: Together at Home, fue organizado en colaboración con Global Citizen y la cantante Lady Gaga, en beneficio al Fondo de Respuesta Solidaria COVID-19 de la Organización Mundial de la Salud. El especial fue una transmisión de redifusión emitido el 18 de abril de 2020 y estuvo presentado por Jimmy Fallon, Jimmy Kimmel y Stephen Colbert. El especial también se transmitió simultáneamente en ciertas cadenas de televisión por cable de Estados Unidos, plataformas de streaming y cadenas de transmisión internacional. En Reino Unido, el programa fue presentado por Clara Amfo, Dermot O'Leary y Claudia Winkleman y fue transmitida por BBC One. El especial fue transmitido en CBS, ABC, NBC y otras redes y plataformas globales.

### Actuaciones musicales (en orden de aparición)
Antes del evento, se anunció que Alanis Morissette aparecía en el programa, pero no lo hizo. George the Poet, Little Mix, Rag'n'Bone Man y Tom Jones solo aparecieron en la transmisión de Reino Unido.

#### Durante el pre-show en línea de seis horas
| Artista(s)                           | Canción                                              | Lugar de filmación       |
| ------------------------------------ | ---------------------------------------------------- | ------------------------ |
| Andra Day                            | «Rise Up»                                            | Estados Unidos           |
| Niall Horan                          | «Black and White»                                    | Irlanda                  |
| Vishal Mishra                        | «Aaj Bhi»                                            | India                    |
| Sofi Tukker                          | «Purple Hat»                                         | Estados Unidos           |
| Maren Morris y Hozier                | «The Bones»                                          | Estados Unidos e Irlanda |
| Adam Lambert                         | «Mad World»                                          | Estados Unidos           |
| Rita Ora                             | «I Will Never Let You Down»                          | Reino Unido              |
| Hussain Al Jassmi                    | «Bahebek Wahashteni» y «Mohem Jedan»                 | Emiratos Árabes Unidos   |
| Kesha                                | «Rainbow»                                            | Estados Unidos           |
| Lang Lang & Gina Alice Redlinger     | «Four Hands»                                         | Estados Unidos           |
| Orquesta virtual                     | «El carnaval de los animales» de Camille Saint-Saëns | Varios                   |
| Luis Fonsi                           | «No me doy por vencido»                              | Puerto Rico              |
| Jennifer Hudson                      | «Memory»                                             | Estados Unidos           |
| Liam Payne                           | «Midnight»                                           | Reino Unido              |
| Black Coffee y Delilah Montagu       | «Drive»                                              | Sudáfrica                |
| The Killers                          | «Mr. Brightside»                                     | Estados Unidos           |
| Eason Chan                           | «I Have Nothing»                                     | Hong Kong                |
| Lisa Mishra                          | «Sanja Ve»                                           | India                    |
| Milky Chance                         | «Stolen Dance»                                       | Alemania                 |
| Charlie Puth                         | «See You Again»                                      | Estados Unidos           |
| Jessie Reyez                         | «Coffin»                                             | Estados Unidos           |
| Picture This                         | «Troublemaker»                                       | Irlanda                  |
| Jessie J                             | «Flashlight»                                         | Estados Unidos           |
| Common                               | «The Light»                                          | Estados Unidos           |
| Jacky Cheung                         | «Touch of Love»                                      | Hong Kong                |
| Sebastián Yatra                      | «Robarte un beso»                                    | Colombia                 |
| Ben Platt                            | «I Want To Hold Your Hand»                           | Estados Unidos           |
| Delta Goodrem                        | «Together We Are One»                                | Australia                |
| Annie Lennox                         | «I Saved the World Today»                            | Estados Unidos           |
| Sheryl Crow                          | «I Shall Believe»                                    | Estados Unidos           |
| Juanes                               | «Mas futuro que pasado»                              | Estados Unidos           |
| Ellie Goulding                       | «Love Me Like You Do»                                | Reino Unido              |
| Christine and the Queens             | «People, I've Been Sad»                              | Francia                  |
| Zucchero                             | «Everybody's Got to Learn Sometime»                  | Italia                   |
| Jack Johnson                         | «Better Together»                                    | Estados Unidos           |
| Kesha                                | «Praying»                                            | Estados Unidos           |
| Cassper Nyovest                      | «Malome»                                             | Sudáfrica                |
| Adam Lambert                         | «Superpower»                                         | Estados Unidos           |
| Sofi Tukker                          | «Drinkee»                                            | Estados Unidos           |
| Finneas                              | «Let's Fall in Love for the Night»                   | Estados Unidos           |
| The Killers                          | «Caution»                                            | Estados Unidos           |
| Jess Glynne                          | «I'll Be There»                                      | Reino Unido              |
| Sho Madjozi                          | «Good Over Here»                                     | Sudáfrica                |
| Michael Bublé                        | «God Only Knows»                                     | Canadá                   |
| Liam Payne y Rita Ora                | «For You»                                            | Reino Unido              |
| Common                               | «God is Love»                                        | Estados Unidos           |
| Christine and the Queens             | «Mountains We Met»                                   | Francia                  |
| Ben Platt                            | «Bad Habit»                                          | Estados Unidos           |
| Picture This                         | «Winona Ryder»                                       | Irlanda                  |
| Juanes                               | «Es por ti»                                          | Estados Unidos           |
| Eason Chan                           | «Love»                                               | Hong Kong                |
| Charlie Puth                         | «Attention»                                          | Estados Unidos           |
| Leslie Odom Jr. y Nicolette Robinson | «Brown Skin Girl»                                    | Estados Unidos           |
| Billy Ray Cyrus                      | «Sunshine Girl»                                      | Estados Unidos           |
| Ellie Goulding                       | «Burn»                                               | Reino Unido              |
| Sheryl Crow                          | «Everyday Is a Winding Road»                         | Estados Unidos           |
| Hozier                               | «Take Me to Church»                                  | Ireland                  |
| Angèle                               | «Balance ton Quoi»                                   | Bélgica                  |
| Sebastián Yatra                      | «Un año»                                             | Colombia                 |
| SuperM                               | «With You»                                           | Corea del Sur            |
| Luis Fonsi                           | «Despacito»                                          | Puerto Rico              |
| Jessie J                             | «Bang Bang»                                          | Estados Unidos           |
| Lady Antebellum                      | «What I'm Leaving For»                               | Estados Unidos           |
| Annie Lennox y Lola Lennox           | «There Must Be an Angel (Playing with My Heart)»     | Estados Unidos           |
| Niall Horan                          | «Slow Hands»                                         | Reino Unido              |
| John Legend                          | «Bigger Love»                                        | Estados Unidos           |
| Jennifer Hudson                      | «Hallelujah»                                         | Estados Unidos           |

#### Durante la emisión de televisión mundial
| Artista(s)                                                      | Canción                                       | Lugar de filmación              |
| --------------------------------------------------------------- | --------------------------------------------- | ------------------------------- |
| Lady Gaga                                                       | «Smile»                                       | Estados Unidos                  |
| Stevie Wonder                                                   | «Lean on Me» / «Love's in Need of Love Today» | Estados Unidos                  |
| Paul McCartney                                                  | «Lady Madonna»                                | Reino Unido                     |
| Kacey Musgraves                                                 | «Rainbow»                                     | Estados Unidos                  |
| Elton John                                                      | «I'm Still Standing»                          | Reino Unido                     |
| The Roots junto a Jimmy Fallon                                  | «Safety Dance»                                | Estados Unidos                  |
| Maluma                                                          | «Carnaval»                                    | Colombia                        |
| Chris Martin (previamente grabado en vivo por Instagram)        | «Yellow»                                      | Reino Unido                     |
| Shawn Mendes y Camila Cabello                                   | «What a Wonderful World»                      | Estados Unidos                  |
| Eddie Vedder                                                    | «River Cross»                                 | Estados Unidos                  |
| Lizzo                                                           | «A Change Is Gonna Come»                      | Estados Unidos                  |
| The Rolling Stones                                              | «You Can't Always Get What You Want»          | Reino Unido                     |
| Keith Urban                                                     | «Higher Love»                                 | Estados Unidos                  |
| Burna Boy                                                       | «African Giant» / «Hallelujah»                | Nigeria                         |
| Jennifer Lopez                                                  | «People»                                      | Estados Unidos                  |
| John Legend y Sam Smith                                         | «Stand by Me»                                 | Estados Unidos y Reino Unido    |
| Billie Joe Armstrong                                            | «Wake Me Up When September Ends»              | Estados Unidos                  |
| Billie Eilish y Finneas                                         | «Sunny»                                       | Estados Unidos                  |
| Taylor Swift                                                    | «Soon You'll Get Better»                      | Estados Unidos                  |
| Lady Gaga, Celine Dion, John Legend, Andrea Bocelli y Lang Lang | «The Prayer»                                  | Estados Unidos, Canadá e Italia |

### Celebridades y otras apariciones (en orden de aparición)
Antes del evento, se anunció que las actrices Bridget Moynahan y Lily Tomlin, el actor James McAvoy y la tenista Naomi Osaka aparecerían en el programa, pero no lo hicieron.

#### Durante el pre-show en línea de seis horas
| Celebridades           | Ocupación                                                | Notas                                       |
| ---------------------- | -------------------------------------------------------- | ------------------------------------------- |
| Jameela Jamil          | Actriz y presenter                                       | Anfitriona de la primera hora               |
| Jason Segel            | Actor                                                    |                                             |
| Heidi Klum             | Modelo y personalidad de televisión                      |                                             |
| Tim Gunn               | Consultor de moda y personalidad de televisión           |                                             |
| Matt Bomer             | Actor                                                    |                                             |
| Jack Black             | Actor y músico                                           |                                             |
| Tijjani Muhammad-Bande | Presidente de la Asamblea General de las Naciones Unidas |                                             |
| Matthew McConaughey    | Actor                                                    | Anfitrión de la segunda hora                |
| John Legend            | Cantante                                                 | Intérprete musical en la emisión televisada |
| Chrissy Teigen         | Modelo                                                   |                                             |
| Sarah Jessica Parker   | Actriz                                                   |                                             |
| Erna Solberg           | Primer ministro de Noruega                               |                                             |
| David Beckham          | Futbolista                                               | También apareció en la emisión televisada   |
| Danai Gurira           | Actriz                                                   | Anfitriona de la tercera hora               |
| Lewis Hamilton         | Piloto de carreras de la Fórmula 1                       |                                             |
| Lilly Singh            | Youtuber y presentadora de televisión                    |                                             |
| Connie Britton         | Actriz                                                   |                                             |
| Becky G                | Cantante                                                 | Anfitriona de la cuarta hora                |
| Natti Natasha          | Cantante                                                 |                                             |
| Babajide Sanwo-Olu     | Gobernador de Lagos State                                |                                             |
| Claudia Sheinbaum      | Alcaldesa de la Ciudad de México                         |                                             |
| Sadiq Khan             | Alcalde de Londres                                       |                                             |
| Bill de Blasio         | Alcalde de Nueva York                                    |                                             |
| Greg Fischer           | Alcalde de Louisville                                    |                                             |
| Matt Damon             | Actor                                                    |                                             |
| Anitta                 | Cantante                                                 | Presentó a Juanes                           |
| Laurence Fishburne     | Actor                                                    |                                             |
| Kate Winslet           | Actriz                                                   |                                             |
| Marion Cotillard       | Actriz                                                   |                                             |
| Jennifer Ehle          | Actriz                                                   |                                             |
| P. K. Subban           | Jugador de hockey sobre hielo                            |                                             |
| Lindsey Vonn           | Esquiador                                                |                                             |
| Erin Richards          | Actriz                                                   |                                             |
| Nomzamo Mbatha         | Actriz                                                   | Presentó a Sho Madjozi                      |
| Rainn Wilson           | Actor                                                    |                                             |
| Laverne Cox            | Actriz y defensora                                       | Anfitriona de la quinta hora                |
| Megan Rapinoe          | Futbolista                                               |                                             |
| T. D. Jakes            | Obispo y escritor                                        |                                             |
| Azza Karam             | Secretario General de Religiones por la Paz              |                                             |
| Chidanand Saraswati    | Líder religioso                                          |                                             |
| Satpal Singh           | Luchador y entrenador                                    |                                             |
| A. R. Bernard          | Pastor                                                   |                                             |
| Pierce Brosnan         | Actor                                                    |                                             |
| Mike Bloomberg         | Empresario y filántropo                                  |                                             |
| Sam Heughan            | Actor                                                    |                                             |
| Lili Reinhart          | Actriz                                                   |                                             |
| Marlène Schiappa       | Política                                                 |                                             |
| Martha Delgado         | Política                                                 |                                             |
| Olga Sánchez Cordero   | Política                                                 |                                             |
| Don Cheadle            | Actor                                                    | Anfitrión de la sexta hora                  |
| Samuel L Jackson       | Actor                                                    |                                             |
| Simon Coveney          | Político                                                 |                                             |
| Braun Strowman         | Luchador                                                 |                                             |
| Sasha Banks            | Luchadora                                                |                                             |
| Xavier Woods           | Luchador                                                 |                                             |
| Becky Lynch            | Luchador                                                 |                                             |
| Darren Walker          | Presidente de la Fundación Ford                          |                                             |
| Lady Gaga              | Cantante                                                 | Intérprete musical en la emisión televisada |

#### Durante la emisión de televisión mundial
| Celebridad                       | Ocupación                                                                    |
| -------------------------------- | ---------------------------------------------------------------------------- |
| Stephen Colbert                  | Personalidad de televisión                                                   |
| Jimmy Fallon                     | Personalidad de televisión                                                   |
| Jimmy Kimmel                     | Personalidad de televisión                                                   |
| Usher                            | Músico                                                                       |
| Abby Cadabby                     | Personaje ficticio de Sesame Street, interpretado por Leslie Carrara-Rudolph |
| Victoria Beckham                 | Diseñadora de moda y cantante                                                |
| Henry Golding                    | Actor                                                                        |
| Ellen DeGeneres                  | Comediante y conductora de televisión                                        |
| Savannah Guthrie                 | Conductora de Today                                                          |
| Hoda Kotb                        | Conductora de Today                                                          |
| Amy Poehler                      | Actriz                                                                       |
| Beyoncé                          | Cantante                                                                     |
| Tedros Adhanom                   | Director general de la Organización Mundial de la Salud                      |
| LL Cool J                        | Rapero y actor                                                               |
| Shah Rukh Khan                   | Actor                                                                        |
| Norah O'Donnell                  | Periodista de televisión                                                     |
| Alicia Keys                      | Cantante                                                                     |
| António Guterres                 | Secretario General de las Naciones Unidas                                    |
| Laura Bush                       | Ex primera dama de los Estados Unidos                                        |
| Michelle Obama                   | Ex primera dama de los Estados Unidos                                        |
| Lester Holt                      | Conductor de NBC Nightly News y Dateline NBC                                 |
| Melinda Gates y Bill Gates       | Filántropos y exgeneral de Microsoft                                         |
| David Ho                         | Doctor                                                                       |
| Oprah Winfrey                    | Conductora de televisión                                                     |
| Awkwafina                        | Actriz                                                                       |
| James Longman                    | Periodista                                                                   |
| J Balvin                         | Cantante                                                                     |
| Priyanka Chopra Jonas            | Actriz                                                                       |
| Kerry Washington                 | Actriz                                                                       |
| Idris Elba y su esposa Sabrina   | Actor                                                                        |
| Gayle King                       | Periodista de radiodifusión                                                  |
| Deborah Roberts                  | Periodista de televisión                                                     |
| Amina J. Mohammed                | Vicesecretaria General de las Naciones Unidas                                |
| Bob Esponja Pantalones Cuadrados | Personaje ficticio de SpongeBob SquarePants, interpretado por Tom Kenny      |
| Pharrell Williams                | Cantante                                                                     |
| Lupita Nyong'o                   | Actriz                                                                       |
| Oscar the Grouch                 | Personaje ficticio de Sesame Street, interpretado por Eric Jacobson          |

### Transmisión
El especial de televisión fue transmitido por NBC, ABC, CBS y The CW en Estados Unidos. También se emitió en la cadena de televisión en español Univisión. ViacomCBS (BET, BET Her, CMT, Comedy Central, Logo TV, MTV, MTV2, MTV Classic, MTV Live, Nick at Nite, Paramount Network, Pop, Tr3s, TV Land, y VH1), NBCUniversal (Bravo, E!, MSNBC, NBCSN, Syfy, Universo y USA Network), Walt Disney Television (Freeform y National Geographic), Katz Broadcasting (Bounce TV y Laff), Bloomberg Television, y en AXS TV. iHeartMedia también participó en la emisión.
En Reino Unido, la BBC realizó una transmisión del One World: Together at Home centrada en la población británica transmitida por BBC One el domingo 19 de abril a las 7:15 p. m., presentada por algunas personalidades de BBC Radio como Clara Amfo, Claudia Winkleman y Dermot O'Leary. Fue producido para la BBC por Twofour, contó con actuaciones adicionales de los actos presentados en el especial principal junto con actuaciones exclusivas de actos del Reino Unido como Little Mix y entrevistas y sorpresas con los trabajadores de primera línea. En Irlanda, RTÉ (como la BBC) emitió una versión única del One World: Together at Home liderado por la comediante e influyente Dorieann Garrihy y la presentadora de televisión Eoghan McDermott.

#### Transmisión internacional
- África: BET, Comedy Central, MTV Africa, MTV Base y Vuzu[47]
- Albania: RTSH 2[51]
- Alemania: ZDFneo, RTL, MTV y Comedy Central
- Argentina: Telefe,[45] Comedy Central, MTV, MTV Hits, Paramount Network, VH1, VH1 HD, VH1 MegaHits, TNT, AXN, Sony Channel y National Geographic.
- Australia: Network 10, Seven Network, Nine Network, National Geographic, MTV Australia, E! y beIN Sports[45]
- Austria: Comedy Central
- Bélgica: Eén, Q2,[47] MTV
- Bolivia: TNT
- Brasil: Rede Globo, Multishow,[47] Comedy Central, MTV, Paramount Network, VH1 HD, VH1 MegaHits, TNT, AXN, and Sony Channel
- Bulgaria: Nova
- Camboya: beIN Sports
- Canadá: CTV, CTV 2, Citytv, Global, CBC, Ici Radio-Canada Télé, ABC Spark, CP24, Much, MTV, National Geographic, TSN, Vrak, iHeartRadio Canada, Kiss Radio, Virgin Radio y CBC Music[47][52]
- Caribe: Digicel[47] y TNT
- Centroamérica: TNT, AXN, y Sony Channel
- Chile: Chilevisión, TNT, AXN, y Sony Channel
- Colombia: Caracol Televisión,[47] Comedy Central, MTV, MTV Hits, Paramount Network, VH1 HD, VH1 MegaHits, TNT, AXN y Sony Channel
- Corea del Sur: SBS MTV y National Geographic[53]
- Dinamarca: TV 2,[47] VH1 y Paramount Network
- Ecuador: TNT
- Emiratos Árabes Unidos: Dubai TV[54]
- España: La 1[47] y MTV
- Europa: MTV, VH1 y VH1 Classic
- Filipinas: beIN Sports
- Finlandia: Yle TV2, Yle Areena y Paramount Network
- Francia: France 2, France 4, beIN Sports, BET, CStar, MTV, MTV Hits, W9, France Inter y RTL2[47][55]
- Hong Kong: Joox, TVB Finance & Information Channel, Hong Kong International Business Channel y beIN Sports
- Hungría: RTL Spike, MTV y Comedy Central[56]
- India: AXN, Colors Infinity, Comedy Central, Sony Liv, Sony Pix y VH1[47]
- Indonesia: beIN Sports
- Israel: MTV
- Italia: Rai 1, Rai Radio 2, MTV, VH1, Comedy Central, MTV Music y National Geographic
- Irlanda: RTÉ2 y RTÉ 2FM[50]
- Japón: Fuji TV
- Laos: beIN Sports
- Malasia: beIN Sports
- México: Comedy Central, MTV, MTV Hits, Paramount Network, VH1, VH1 HD, VH1 MegaHits, AXN, y Sony Channel
- Myanmar: Canal+ Gita[47]
- Noruega: TV 2[47]
- Nueva Zelanda: beIN Sports y MTV
- Oriente Medio: beIN Sports
- Países Bajos: MTV
- Paraguay: TNT
- Perú: TNT
- Polonia: Canal+, MTV, Paramount Channel y Comedy Central[47]
- Portugal: TVI[47]
- Reino Unido: BBC One,[57] Channel 5,[45] MTV, MTV Music, Club MTV, MTV Hits, MTV Rocks, MTV Base y MTV OMG
- República Checa: Prima Comedy Central
- Rumanía: MTV y Comedy Central
- Rusia: MTV
- Singapur: MediaCorp Channel 5,[58] meWatch.sg y beIN Sports
- Suecia: SVT1, TV4[47] y Paramount Network
- Suiza: MTV y Comedy Central
- Sudáfrica: Vuzu
- Sudeste de Asia: Comedy Central, MTV, Paramount Channel y National Geographic
- Tailandia: beIN Sports
- Timor Oriental: beIN Sports
- Turquía: National Geographic y beIN Sports
- Uruguay: TNT
- Venezuela: TNT, AXN, y Sony Channel
- Vietnam: K+ NS

Fuentes adicionales: GlobalCitizen.org

#### Transmisión en línea
El especial también estuvo disponible en varias plataformas digitales como Apple, Facebook, Instagram, LiveXLive, Prime Video, Roblox, Tidal, TuneIn, Twitch, Twitter, Yahoo! y YouTube. Se había planeado que Alibaba Youku y Tencent hicieran streaming en China, pero no ocurrió y no hubo explicación alguna.

### Audiencia

#### Canadá
En Canadá, el especial fue visto por 3.13 millones de televidentes en CTV y 1.33 millones en Global.

#### Estados Unidos
| Cadena              | Audiencia (millones) |
| ------------------- | -------------------- |
| NBC                 | 5.40                 |
| ABC                 | 5.17                 |
| CBS                 | 4.09                 |
| MSNBC               | 1.70                 |
| The CW              | 0.55                 |
| Nick at Nite        | 0.33                 |
| USA Network         | 0.28                 |
| BET                 | 0.28                 |
| National Geographic | 0.27                 |
| Comedy Central      | 0.26                 |
| Freeform            | 0.25                 |
| TV Land             | 0.24                 |
| Syfy                | 0.18                 |
| MTV                 | 0.14                 |
| Paramount Network   | 0.14                 |
| VH1                 | 0.13                 |

     Cadena de difusión
     Cadena de televisión por cable

## Impacto
One World: Together at Home estimuló ganancias de ventas para varias de las canciones interpretadas en el evento. El 18 de abril de 2020, las canciones interpretadas en el programa vendieron más de 12,000 descargas digitales, una ganancia del 735% en comparación con el 17 de abril de 2020. Las canciones que vendieron más notablemente del especial de dos horas fueron «Soon You'll Get Better» de Taylor Swift, «Carnaval» por Maluma y «Rainbow» de Kacey Musgraves, ya que juntos representaron el 42% de ventas totales de las canciones interpretadas en el programa. Las canciones que se interpretaron durante la emisión previa al espectáculo generaron 6,000 en ventas, un aumento del 75% desde el 17 de abril de 2020.
El 19 de abril, se informó que el especial recaudó casi $128 millones para los trabajadores de salud de la pandemia de coronavirus.